# Guy Siner
Guy Siner, född 16 oktober 1947 i New York i New York, är en brittisk skådespelare. Han gjorde bland annat rollen som den tyske löjtnanten Hubert Gruber i TV-serien 'Allå, 'allå, 'emliga armén. Han har även medverkat i TV-serier som Jag, Claudius, Seinfeld och The Crown